# マドンナの宝石

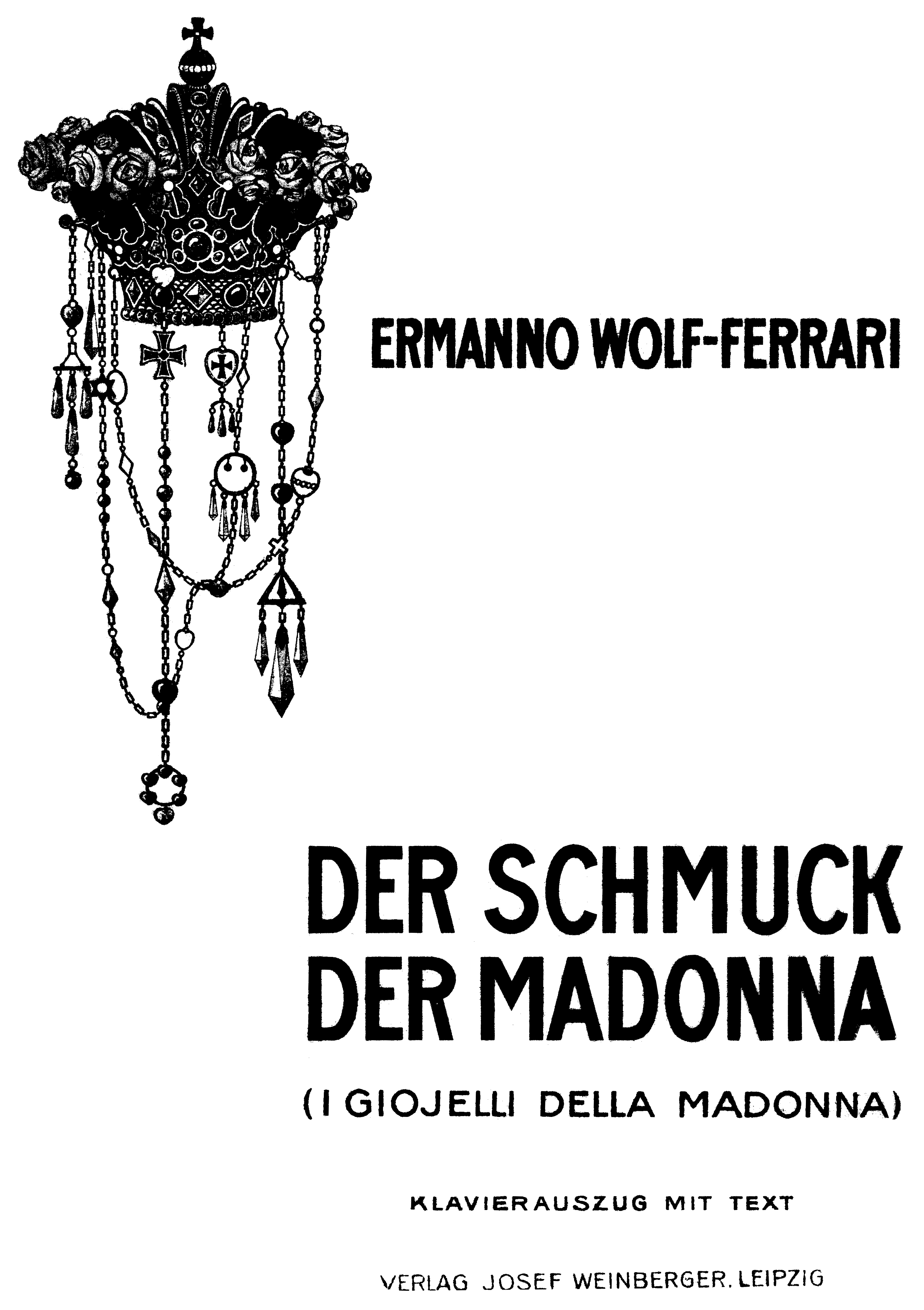
ピアノスコア版（ドイツ語）の表紙

『マドンナの宝石』（I gioielli della Madonna）はエルマンノ・ヴォルフ＝フェラーリが作曲した全3幕からなるオペラである。『聖母の宝石』とも。1911年12月23日、ベルリン・選帝侯歌劇場（de:Deutsches Künstlertheater）にてドイツ語題名と歌詞 ’Der Schmuck der Madonna’として初演された。

## 基本データ
- 原語曲名：I gioielli della Madonna
- 台本：カルロ・ツァンガリーニ (Carlo Zangarini) とエンリコ・ゴリシアーニ (Enrico Golisciani)
- 演奏時間：約2時間半
- 初演：1911年12月23日、ベルリン・選帝侯歌劇場にて

## 概要
初演がドイツ語になったのは、ヴォルフ＝フェラーリの父親がドイツ出身で、自身もドイツに長く滞在し、最初に出版を引き受けたのがドイツの出版社だったため。イタリア語によるメトロポリタン歌劇場での初演は1925年、イタリア（ローマ歌劇場）での初演は1953年。

## あらすじ
時と場所：舞台は1900年ごろのスペイン統治下のナポリ。
奔放な女マリエッラは、秘密結社の首領ラファエレに恋をしていた。彼女は自分に夢中の義兄ジェンナロに「聖母の像にはめこまれている宝石をとってきたら、貴方のいうことをきく」といって、盗み出させる。ジェンナロはマリエッラを自分のものにしたと思ったのもつかの間、彼女はすぐにラファエレに言いよっていく。しかし彼女はふられてしまう。聖母像の宝石を盗んだことの罪の重さに気づき、それをジェンナロが返している間に、マリエッラは咄嗟に身を投げて死んでしまう。それを知ったジェンナロもナイフを胸に突き立てて死ぬ。

## 録音
今日ではオペラ全曲が演奏されることはあまりなく、二つの間奏曲、特に第2幕前の第1間奏曲が親しまれ、コンサートでも単独で演奏されている。
間奏曲は多くのアルバムの中に収録されているが、歌劇全曲を収録したアルバムは、エレーデ指揮のBBC交響楽団演奏で1976年ロンドンで録音されたBella Voce版 (BLV 107.242) がほぼ唯一のもの。
日本では南海放送がラジオの放送終了時に使用していた。